# Дивизионная (станция)
Дивизио́нная — станция Восточно-Сибирской железной дороги на Транссибирской магистрали (5634 километр).
Расположена в микрорайоне Вагжанова Советского района города Улан-Удэ (Бурятия).

## История
Введена в эксплуатацию в 1911 году как станция Забайкальской железной дороги.
В 1942 году на станции Дивизионная была впервые исполнена песня «Моя Москва» («Дорогая моя столица»), ставшая в 1995 году гимном Москвы.

## Пригородное сообщение по станции
| № поезда | Маршрут движения   | № поезда | Маршрут движения   |
| -------- | ------------------ | -------- | ------------------ |
| 6618     | Таловка — Улан-Удэ | 6627     | Улан-Удэ — Таловка |
| 6612     | Таловка — Улан-Удэ | 6621     | Улан-Удэ — Таловка |
| 6631     | Улан-Удэ — Мысовая | 6632     | Мысовая — Улан-Удэ |
| 6637     | Улан-Удэ — Мысовая | 6638     | Мысовая — Улан-Удэ |